# Aussonne
Aussonne település Franciaországban, Haute-Garonne megyében. Lakosainak száma 7731 fő (2022. január 1.). Aussonne Merville, Beauzelle, Blagnac, Cornebarrieu, Daux, Mondonville és Seilh községekkel határos.

## Népesség
A település népességének változása:
| Lakosok száma | 873  | 3636 | 4000 | 5391 | 6867 | 6976 | 6984 | 7209 | 7265 | 7731 |
|               | 1968 | 1982 | 1990 | 2006 | 2013 | 2015 | 2017 | 2019 | 2020 | 2022 |